# 3722 Urata
A 3722 Urata (ideiglenes jelöléssel 1927 UE) a Naprendszer kisbolygóövében található aszteroida. Karl Wilhelm Reinmuth fedezte fel 1927. október 29-én.